# Trachycarpus
Trachycarpus es un género con nueve especies de plantas con flores perteneciente a la familia  de las palmeras (Arecaceae). Es originario de Asia desde el Himalaya al este de  China.

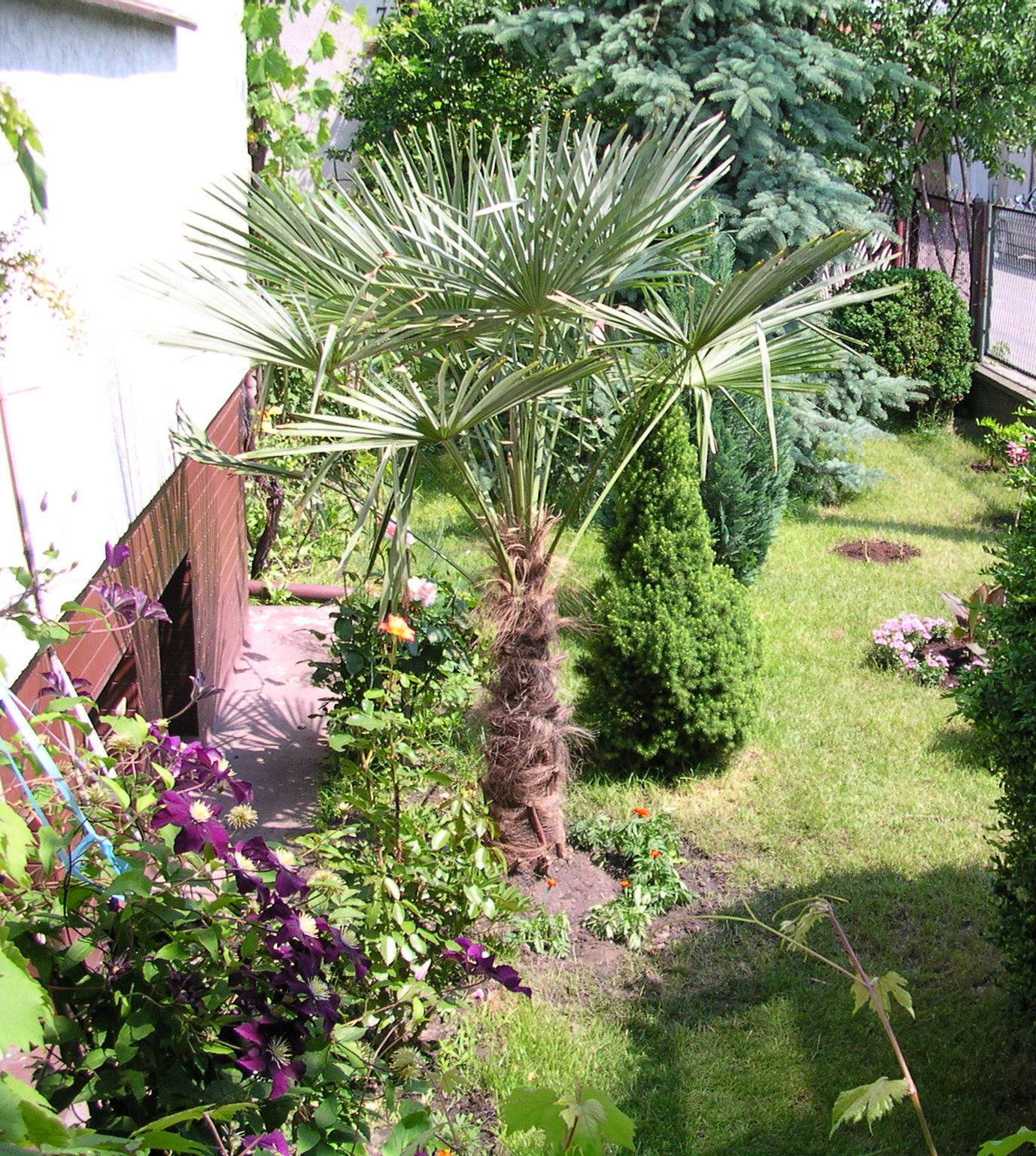
Trachycarpus fortunei

## Distribución y hábitat
La distribución natural del género Trachycarpus son las regiones montañosas del  norte de la India, Nepal, norte de Tailandia y China. En su hábitat natural, algunas especies viven en los bosques de las montañas  hasta los 2500 metros sobre el nivel del mar, donde se encuentran cubiertos por la nieve en invierno.
Trachycarpus fortunei es el representante de la especie más conocida. Se encuentra muy a menudo en los jardines en Europa y es abundante en los parques y jardines del suroeste de Francia. También se encuentra en la naturaleza en la región montañosa de Ticino en Suiza, donde se reproduce y se propaga espontáneamente.

## Descripción
El género Trachycarpus es dioico, tienen un tamaño medio y es muy resistente.  Las hojas son palmeadas, resistentes, de color verde oscuro a verde claro, a veces azuladas.
El estípite de Trachycarpus alcanza una altura que va desde unas pocas decenas de centímetros para Trachycarpus nanus a  más de los doce metros de Trachycarpus takil. Puede encontrarse desnudo con la edad, pero en su mayor parte de vida, tiene una capa, más o menos gruesa, de fibras entrelazadas que forman un pelaje marrón.  

## Taxonomía
El género  fue descrito por Hermann Wendland  y publicado en Bulletin de la Société Botanique de France 8: 429. 1863.
Etimología
Trachycarpus: nombre genérico que deriva de las palabras griegas: trachus = "áspero" y karpos = "fruta", en referencia a la fruta de forma irregular.

## Especies
- Trachycarpus fortunei (Hook.) H.Wendl. (1861).
- Trachycarpus geminisectus Spanner et al. (2003).
- Trachycarpus latisectus Spanner (1997).
- Trachycarpus martianus (Wall. ex Mart.) H.Wendl. (1861).
- Trachycarpus nanus Becc. (1910).
- Trachycarpus oreophilus Gibbons y Spanner (1997).
- Trachycarpus princeps Gibbons (1995).
- Trachycarpus takil Becc. (1905).
- Trachycarpus ukhrulensis
- Trachycarpus wagnerianus